# Domenico Cubelles

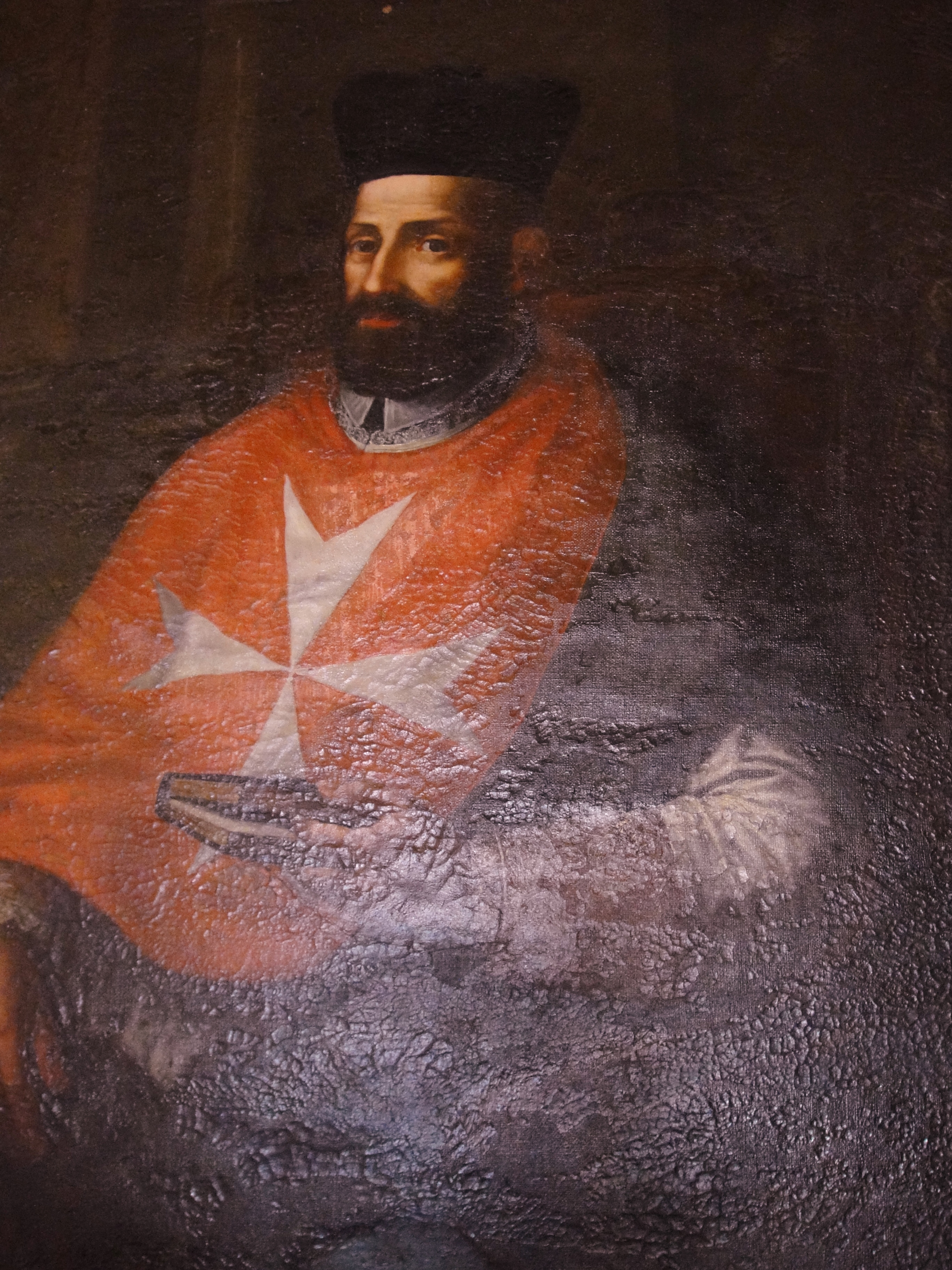
Domingo Cubels, Bischof von Malta

Domenico Cubelles (spanisch Domingo Cubels; * 1497 in Caspe; † 22. November 1566 in Malta) war ein spanischer römisch-katholischer Geistlicher und Bischof von Malta.

## Leben
Der Spanier Domingo Cubels war Konventualkaplan des Malteserordens und Großprior der Konventskirche St. Laurentius in Birgu. Kaiser Karl V. (HRR), der zugleich König von Spanien war, schlug ihn für das Bistum Malta als Bischof vor, Papst Paul III. ernannte Cubels daraufhin am 10. Dezember 1540 zum Bischof von Malta. Mit der Bulle Licet ab Initio wurde er am 15. Juli 1562 von Papst Pius IV. zum ersten Inquisitor der Römischen Inquisition in Malta bestellt. Domenico Cubelles verkündete 1562 den Beginn der römischen Inquisition auf den maltesischen Inseln. Von Birgu aus leitete er die Inquisition in Malta bis zur Belagerung von 1565, unter der alle Tätigkeiten der Inquisition unterbrochen wurden.
Er blieb Bischof von Malta bis zu seinem Tod.